# هدف ۱۵ توسعه پایدار

شاخص پوشش سبز کوهستان، OWID

هدف ۱۵ توسعه پایدار (به انگلیسی: Sustainable Development Goal 15) یا هدف جهانی ۱۵ (به انگلیسی: Global Goal 15)، دربارهٔ "زندگی در سرزمین" است. یکی از ۱۷ هدف توسعه پایدار که توسط سازمان ملل در سال ۲۰۱۵ ایجاد شد، عبارت رسمی این است: "حفاظت، بازسازی و ترویج بهره‌برداری پایدار از اکوسیستم‌های خشکی، مدیریت پایدار جنگل‌ها، مبارزه با بیابان‌زایی، توقف و وارونه کردن تخریب زمین و توقف دست دادن تنوع زیستی ". این هدف ۱۲ هدف دارد که باید تا سال ۲۰۳۰ به آن دست یافت. پیشرفت به سوی اهداف با ۱۴ شاخص اندازه‌گیری می‌شود.
نُه هدف نتیجه‌محور عبارتند از: حفاظت و بازسازی بوم‌سازگان‌های خشکی و آب شیرین. پایان دادن به جنگل زدایی و احیای جنگل‌های دگرگون‌شده؛ پایان دادن به بیابان‌زایی و بازسازی زمین‌های تخریب‌شده؛ تضمین حفاظت از بوم‌سازگان‌های کوهستانی، حفاظت از تنوع زیستی و زیستگاه‌های طبیعی؛ حفاظت از دسترسی به منابع ژنتیکی و به اشتراک‌گذاری عادلانه منافع؛ حذف شکار غیرقانونی و قاچاق گونه‌های حفاظت‌شده. جلوگیری از گونه‌های مهاجم بیگانه در خشکی و بوم‌سازگان‌های آبی؛ و ادغام بوم‌سازگان و تنوع زیستی در برنامه‌ریزی دولتی. سه ابزار اجرایی  عبارتند از: افزایش منابع مالی برای حفظ و بهره‌برداری پایدار از بوم‌سازگان و تنوع زیستی؛ تأمین مالی و ایجاد انگیزه برای مدیریت پایدار جنگل؛ مبارزه با شکار غیرقانونی و قاچاق جهانی.
گزارش سالانه‌ای توسط دبیرکل سازمان ملل متحد تهیه می‌شود که پیشرفت در راستای اهداف توسعه پایدار را ارزیابی می‌کند. این داده‌ها را دربارهٔ تغییرها در مناطق جنگلی، بیابان‌زایی، از دست دادن تنوع زیستی و دیگر پارامترهای مرتبط با SDG 15 ارائه می‌دهد.